# RAR-srodni orfan receptor
RAR-srodni orfan receptori' (ROR) su članovi familije nuklearnih receptora intracelularnih transkripcionih faktora. Postoje tre forme ROR, ROR-α, -β, i -γ i svaki je kodiran posebnim genom (i  respektivno). ROR proteini us donekle neuobičajeni u tome da se oni izgleda da se vezuju kao monomeri za elemente hormonskog odgovora što je u kontrastu sa većinom drugih nuklearnih receptora koji se vezuju kao dimeri.

## Ligandi
Melatonin se smatra endogenim ligandom receptora ROR-α, dok je CGP 52608 identifikovan kao ROR-α selektivni sintetički ligand. Međutim kristalografski (: 1n83 i 1s0x) i funkcionalni podaci sugerišu da je holesterol ili jedan of derivata holesterola mogući endogeni ligand.
U kontrastu s tim, sva-trans retinoinska kiselina se vezuje sa visokim afinitetom za ROR-β i -γ ali ne za ROR-α.

## Funkcija
Tri forme ROR receptora ispunjavaju brojne kritične uloge uključujući:
- ROR-α - razvoj cerebeluma i limfni čvorova, lipidni metabolizam, imuno odgovor, održavanje kostiju,
- ROR-β – precizna uloga je nepoznata, mada je visoko izražen u mozgu i retini,
- ROR-γ – razvoj limfnih čvorova i imuni odgovor, opstanak T pomoćnih 17 ćelija.

## Spoljašnje veze
- RAR-related+orphan+receptor+A на 
- RAR-related+orphan+receptor+B на 
- RAR-related+orphan+receptor+C на 